# Mazra’at Bajt Dżinn
Mazra’at Bajt Dżinn (arab. مزرعة بيت جن) – miejscowość w Syrii, w muhafazie Damaszek. W 2004 roku liczyła 5073 mieszkańców.